# Zakres projektu
Zakres projektu jest to możliwie jak najdokładniejsze i całkowite określenie oczekiwanego wyniku projektu. 
Zakres nigdy nie określa konkretnych zadań mających na celu realizację projektu. Odpowiada na pytanie, co powinno być zrobione w projekcie, aby osiągnąć jego cele. Wyznacza ramy do oszacowania kosztu projektu i czasu realizacji projektu. Zakres, koszt i czas tworzą parametry projektu, tzw. „magiczny trójkąt”.